# 林国雄
林 国雄（はやし くにお、1758年（宝暦8年）- 1819年3月22日（文政2年2月27日））は、江戸時代中期から後期の国学者、狂歌師である。号は常盤居（常盤舎とも）、松園、棹歌亭。通称は主税、山崎千右衛門。狂歌名は棹歌亭真楫。

## 経歴・人物
常陸の水戸生まれ。江戸に入り、鎗奉行として知られ甲府勤番を務めた八木丹波守に仕える。その後は鹿津部真顔から狂歌、本居宣長及び平田篤胤から国学や和歌を学ぶ。その後は八木家を離れ、山崎家の養子となるも短期間で絶縁した。
その後は武蔵や上総、下総等の関東諸国や信濃、越後、奥羽等東日本を中心に遊歴し、江戸に戻り四谷の苅豆店に移住し塾を開き、国学のみならず講釈も行い多くの門人を育てた。弟子（養子とも）に林甕雄がいる。

## 主な著作物

### 主著
- 『言葉（詞）の緒環』

### その他の著書
- 『皇国之言霊』
- 『松葉集』